# Халапењо
Халапењо (шпански: jalapeño) је врста паприке из рода Capsicum annuum. Када сазри, Халапењо може бити дугачак између 5 и 10 центиметара, са глатком кожицом, пречника 25-38 милиметара. На Сковиловој скали спада у средње љуте паприке од 3.500 до 8.000 Сковилових јединица. Обично се у припреми користе и конзумирају незрели, зелени плодови. Ако се остави да потпуно сазри, плодови попримају црвену, наранџасту или жуту боју. Генерално популаран и распрострањен, Халапењо је блажег укуса од сличне врсте, Серано паприке.

## Историја и назив
Ова врста паприке је добила име по граду Халапа, административном центру мексичке државе Веракруз. Халапењо на шпанском има значење „из Халапе“, где се паприка традиционално узгаја. Само име Халапа, има корене из Наватл језика, што је један од језика Астека.
Астеци су ову паприку гајили, користили и сушили, хиљадама година уназад.

## Галерија
- Сазревање Халапења, узгајаног у саксији
- Незрели плодови Халапења
- Очишћени, зрели плодови Халапења
- Свеже исецкани Халапењо